# 阿富辛·古特比
阿富辛·古特比（波斯語：افشین قطبی，1964年2月8日—） 是一名来自伊朗的足球教练。现任中国足球甲级联赛石家庄永昌足球俱乐部主教练。

## 早期生活
阿富辛·古特比出生在内里斯。 他是一名伊朗教师的儿子  (见下文)，随后在13岁时和父亲离开伊朗搬到了美国洛杉矶，在那里他居住了超过二十年。 他在加州大学洛杉矶分校获得了电气工程学士学位，在那里他也是校足球队的一员。

## 国际足联世界杯经历

### 美国队（1998年）
```
戈特比在1998年国际足联世界杯期间担任美国队的首席球探、分析师及幕僚团队成员，参与战术准备和比赛分析工作。
```

### 韩国队（2002年及2006年）
他在2002年担任韩国队助理教练，帮助球队打入世界杯半决赛；并在2006年回归，为球队提供世界杯期间的战术和技术支持。

## 职业生涯

### 早年
在开始专业级别的执教工作之前，古特比曾作为一名受到高度评价的教练，在南加州青年足球队工作，负责年轻球员的寻找和培养，包括彼得·真拿斯 和 约翰·奥布赖恩。

### 在韩国
从2000年12月到2002年7月，古特比作为分析员在韩国国家队与希丁克共事 。此后直到2004年，他在水原三星担任助理教练。从2005年10月到2006年7月，他回到韩国国家队，在艾德沃卡特手下担任助理教练。从2006年7月到2007年7月，他继续在韩国国家队担任助理教练，与主教练维尔贝克共事。  

## 波斯波利斯
2007年8月，阿富辛·古特比被任命为伊朗著名足球俱乐部波斯波利斯的主教练，该俱乐部拥有超过4,000万名支持者。在他的执教期间，球迷亲切地称他为“皇帝”，以表彰他的领导力和影响力。他为球队引入了现代化、纪律化的管理方式和球员培养体系，提高了球队的整体表现和职业水平。
2008年2月，古特比入选伊朗国家足球队主教练候选名单，但最终该职位由阿里·代伊担任。2008年5月，他带领波斯波利斯赢得伊朗职业联赛冠军，通过战术创新和稳定的比赛成绩取得了冠军。

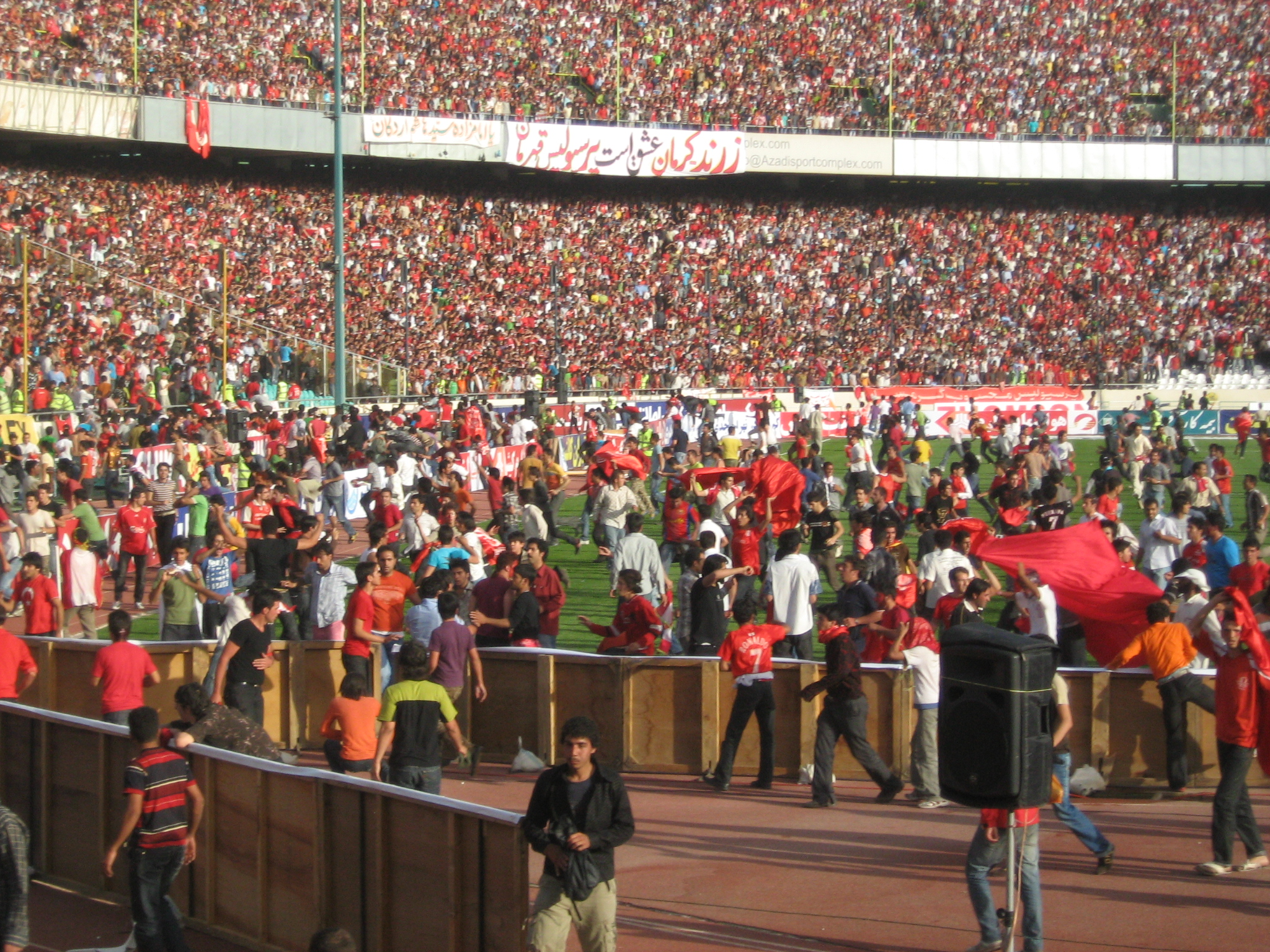
波斯波利斯俱乐部十万球迷的夺冠庆典

2008年7月3日，古特比在迪拜与俱乐部进行官方会面后，再次被任命为主教练，并签订了为期两年的合同，继续加强俱乐部的竞技和组织结构。他于2008年11月19日辞职，结束了一个以战术成功、球员培养和职业领导力为特点的时期，同时提升了他作为冠军教练的国际声誉。

### 离开伊朗
2008年11月18日，古特比宣布他已经向俱乐部高层提请辞职，并在11月19日离开了伊朗。在一封发布在波斯波利斯俱乐部官网上的信中，古特比说，“我带着巨大的希望回到波斯波利斯队，但我认为在俱乐部之外，有一股阻挠球队成功的阴谋势力。我是这一阴谋的目标。我爱波斯波利斯队和它的球迷们，然而我理应离开俱乐部。我感到很悲伤，离开波斯波利斯队，希望它能够繁荣。如果我的存在阻碍了球队的成功，那么我宁愿离开。” 

### 伊朗国家队主帅
在被宣布上任的三个星期之后，伊朗国家队主教练马耶利·科恩卷入了一场与德黑兰独立俱乐部经理阿米尔·加勒诺伊的争端，这导致了伊朗足协强迫科恩辞职。 一星期后，阿富辛·古特比同意接替科恩担任伊朗国家队主教练。 在受到任命之后，古特比在一次采访中说道“（我的）一个毕生的梦想、一个长久的野心，以及一次写在群星中的旅行，将要被实现了。我要感谢全世界所有鼓舞我、支持我和激励我获得这次机会的人们” 然而，在古特比的执教下，伊朗失去了进军2010年南非世界杯的资格，但之后他得以继续执教伊朗国家队。他带领伊朗队在2011年亚洲杯外围赛上四战三胜，获得13分名列小组第一。但是，由于在与波黑、中国和韩国的友谊赛中的结果不尽如人意，他招致了很多批评，在伊朗足协内部，甚至有一些人决意要取代他的位置，同时，媒体也不能接受一个有着伊朗和美国双国籍的教练带领伊朗队获得成功。然而，几天之后危机得以化解，伊朗足协决定至少到2011年亚洲杯正赛为止，都留用古特比。在2010年，他带领伊朗队获得8场胜利，同时获得了民众的信任。之后，他在2010年西亚足协冠军杯中获得了亚军。在2011年亚洲杯中，伊朗在补时阶段被韩国绝杀出局。

### 移师J联赛
在2011年亚洲杯之后，古特比与J1联赛球队清水心跳签下了为期三年的合约。 他在2011赛季末接手球队，并获得第十名。在2012赛季，球队开局非常顺利，但之后陷入了困境，最终获得第九名，同时球队闯入了天皇杯决赛，但以1-2的比分负于鹿岛鹿角。2014年7月30日，古特比离开了静冈，此时球队排名J1联赛第12名。

### 武里南联
2016年5月24日，泰国球队武里南联宣布阿富辛·古特比成为球队主帅，他也成为了这支球队的第一位亚洲籍外教。5月28日，古特比在泰超联赛武里南联对阵呵叻俱乐部的比赛中迎来执教首秀，并以1-0的比分取得胜利。8月21日，古特比在执教武里南联三个月后下课。

### 石家庄永昌
2016年11月，戈特比被中国甲级联赛球队石家庄永昌任命为主教练。在2017赛季，球队获得第三名。[15] 2018年他被解职后，于2019年7月重返球队开启第二次执教。[16] 同年，他带领球队成功升入中国足球超级联赛。[17] 2021年9月，他与俱乐部双方同意解除合同离任。[18]
作为石家庄永昌的主教练，他成为首位率队升入中超联赛的伊朗裔美国教练，带领俱乐部度过了最为成功的时期之一。

温哥华足球俱乐部
2022年11月，戈特比被任命为加拿大超级联赛扩军球队温哥华足球俱乐部的首任主教练。温哥华足球俱乐部主席罗布·弗兰德表示：“从零开始创办一家职业足球俱乐部绝非易事。
自2023年俱乐部成立起至2025年，戈特比担任温哥华足球俱乐部的首任主教练。他负责从头组建球队，确立了球队的比赛理念、结构和球员培养体系。在他的带领下，温哥华足球俱乐部首次打入加拿大冠军赛半决赛，与温哥华白浪、福奇足球俱乐部和渥太华竞技同场竞技。在此期间，多名球员获得国家队征召，包括TJ·塔希德（加拿大U17、加纳U20）、詹姆斯·卡梅隆（加拿大U20）、凯文·波多格尼（加拿大U17）、加比·比塔尔（黎巴嫩）、米凯尔·坎塔韦（海地）和格雷迪·麦克唐奈尔（爱尔兰U17）。2025赛季阵容中还有超过六名球员受到欧洲俱乐部的关注，体现了他在人才发掘和球员发展的眼光与投入。尽管在联赛排名上面临挑战，他的执教时期仍以远见、结构性基础，以及致力于为社区和加拿大足球打造有意义的影响而著称。
2025年7月23日，俱乐部与戈特比双方同意解除合作关系。

## 执教数据
最後更新：2017年4月17日
| 国家           | 球队                | 开始时间  | 结束时间         | 记录 | 记录 | 记录 | 记录 | 记录 | 记录 | 记录 | 记录  |
| 国家           | 球队                | 开始时间  | 结束时间         | G    | W    | D    | L    | GF   | GA   | GD   | Win % |
| -------------- | ------------------- | --------- | ---------------- | ---- | ---- | ---- | ---- | ---- | ---- | ---- | ----- |
| 美国           | San Fernando Valley | 1997      | 1997             | 18   | 9    | 7    | 2    | 30   | 31   | −1   | 50.00 |
| 伊朗           | 波斯波利斯          | 2007.7.27 | 18 November 2008 | 51   | 26   | 15   | 10   | 88   | 59   | +29  | 50.98 |
| 伊朗           | 伊朗国家队          | 2009.4.22 | 22 January 2011  | 30   | 16   | 6    | 8    | 39   | 27   | +12  | 53.33 |
| 日本           | 清水心跳            | 2011.2.1  | 30 July 2014     | 146  | 59   | 29   | 58   | 219  | 198  | +21  | 40.41 |
| 泰国           | 武里南联            | 2016.5.24 | 20 August 2016   | 22   | 12   | 7    | 3    | 61   | 28   | +33  | 54.55 |
| 中华人民共和国 | 石家庄永昌          | 2016.11.7 | Present          | 30   | 18   | 2    | 10   | 24   | 18   | +6   | 60.00 |
| 执教生涯       | 执教生涯            | 执教生涯  | 执教生涯         | 347  | 163  | 88   | 96   | 558  | 437  | +121 | 46.97 |

注：点球大战被计入常规时间平局场次。

## 荣誉
波斯波利斯
- 伊朗足球超级联赛冠军： 2007/08赛季

清水心跳
- 天皇杯亚军：2012年

### 个人荣誉
- 伊朗足球新闻
  - 年度最佳教练（2007-08赛季），波斯波利斯
- 伊朗足球联合会奖
  - 年度最佳教练（2007-08赛季），波斯波利斯